# Saison 1 de You're the Worst
Chronologie
Saison 2
Cet article présente le guide des épisodes de la première saison de la série télévisée américaine You're the Worst.

## Synopsis
La série raconte l'histoire de Jimmy, un écrivain égoïste et coureur de jupons, et Gretchen, une jeune femme auto-destructrice et responsable des relations publiques d'un rappeur, qui malgré leurs personnalités toxiques vont tenter de se lancer dans une relation amoureuse.

## Généralités
- Aux États-Unis, la saison a été diffusée entre le 17 juillet 2014 et le 18 septembre 2014 sur FX.
- Au Canada, elle a été diffusée simultanément sur FX Canada.
- En France, elle a été diffusée intégralement entre le 25 décembre 2016 et le 26 décembre 2016 sur Canal+ Séries lors d'un marathon diffusant l'intégrale des deux premières saisons.
- En Suisse, elle a été diffusée entre le 2 mai 2017 et le 4 juillet 2017 sur RTS Un.
- Elle reste inédite en Belgique et au Québec.

## Distribution

### Acteurs principaux
- Chris Geere (VF : Yoann Sover) : Jimmy Shive-Overly
- Aya Cash (VF : Victoria Grosbois) : Gretchen Cutler
- Desmin Borges (en) (VF : Antoine Schoumsky) : Edgar Quintero
- Kether Donohue (VF : Bénédicte Bosc) : Lindsay Jillian (née Cottumaccio)

### Acteurs récurrents
- Allen McLeod (VF : Charles Pestel) : Paul Jillian
- Brandon Mychal Smith (VF : Jean-Michel Vaubien) : Sam Dresden
- Janet Varney (en) (VF : Marie Diot) : Becca Barbara (née Cottumaccio)
- Todd Robert Anderson (VF : Laurent Orry) : Vernon Barbara
- Shane Francis Smith (VF : Victor Quilichini) : Killian Mounce
- Darrell Britt-Gibson (en) (VF : Namakan Koné) : Shitstain
- Allen Maldonado (VF : Jean-Baptiste Anoumon) : Honeynutz
- Stephen Schneider (VF : Jean-Alain Velardo) : Ty Wyland
- Giovonnie Samuels (en) (VF : Armelle Gallaud) : Brianna

### Invités
- Sandra Bernhard : elle-même[1] (épisode 7)

## Épisodes

### Épisode 1:Le Plus Beau Jour de sa vie
- États-Unis /  Canada : 17 juillet 2014 sur FX[2] / FX Canada
- France : 25 décembre 2016[3] sur Canal+ Séries[4]
- Suisse : 2 mai 2017 sur RTS Un[5]
- Belgique : 6 septembre 2018 sur Plug RTL[6]

- États-Unis : 765 000 téléspectateurs[7] (première diffusion)

### Épisode 2:En toute insouciance
- États-Unis /  Canada : 24 juillet 2014 sur FX / FX Canada
- France : 25 décembre 2016 sur Canal+ Séries
- Suisse : 9 mai 2017 sur RTS Un
- Belgique : 6 septembre 2018 sur Plug RTL

- États-Unis : 610 000 téléspectateurs[8] (première diffusion)

### Épisode 3:La Clé du bonheur
- États-Unis /  Canada : 31 juillet 2014 sur FX / FX Canada
- France : 25 décembre 2016 sur Canal+ Séries
- Suisse : 16 mai 2017 sur RTS Un
- Belgique : 13 septembre 2018 sur Plug RTL

- États-Unis : 393 000 téléspectateurs[9]

### Épisode 4:Livraison à domicile
- États-Unis /  Canada : 7 août 2014 sur FX / FX Canada
- France : 25 décembre 2016 sur Canal+ Séries
- Suisse : 23 mai 2017 sur RTS Un
- Belgique : 13 septembre 2018 sur Plug RTL

- États-Unis : 565 000 téléspectateurs[10] (première diffusion)

### Épisode 5:Un week-end de folie
- États-Unis /  Canada : 14 août 2014 sur FX / FX Canada
- France : 25 décembre 2016 sur Canal+ Séries
- Suisse : 30 mai 2017 sur RTS Un
- Belgique : 20 septembre 2018 sur Plug RTL

- États-Unis : 415 000 téléspectateurs[11] (première diffusion)

### Épisode 6:Une relation de couple épanouie
- États-Unis /  Canada : 21 août 2014 sur FX / FX Canada
- France : 25 décembre 2016 sur Canal+ Séries
- Suisse : 6 juin 2017 sur RTS Un
- Belgique : 20 septembre 2018 sur Plug RTL

- États-Unis : 555 000 téléspectateurs[12] (première diffusion)

### Épisode 7:Sans émotion apparente
- États-Unis /  Canada : 28 août 2014 sur FX / FX Canada
- France : 26 décembre 2016 sur Canal+ Séries
- Suisse : 13 juin 2017 sur RTS Un
- Belgique : 27 septembre 2018 sur Plug RTL

- États-Unis : 533 000 téléspectateurs[13] (première diffusion)

### Épisode 8:Mes beaux-parents et moi
- États-Unis /  Canada : 4 septembre 2014 sur FX / FX Canada
- France : 26 décembre 2016 sur Canal+ Séries
- Suisse : 20 juin 2017 sur RTS Un
- Belgique : 27 septembre 2018 sur Plug RTL

- États-Unis : 472 000 téléspectateurs[14] (première diffusion)

### Épisode 9:Éternellement insatisfait
- États-Unis /  Canada : 11 septembre 2014 sur FX / FX Canada
- France : 26 décembre 2016 sur Canal+ Séries
- Suisse : 27 juin 2017 sur RTS Un
- Belgique : 4 octobre 2018 sur Plug RTL

- États-Unis : 535 000 téléspectateurs[15] (première diffusion)

### Épisode 10:Le Grand Soir
- États-Unis /  Canada : 18 septembre 2014 sur FX / FX Canada
- France : 26 décembre 2016 sur Canal+ Séries
- Suisse : 4 juillet 2017 sur RTS Un
- Belgique : 4 octobre 2018 sur Plug RTL

- États-Unis : 552 000 téléspectateurs[16] (première diffusion)